# فرابنفش (آلبوم آل ابات ایو)
| بررسی انتقادی | بررسی انتقادی |
| منبع          | رتبه‌بندی      |
| ------------- | ------------- |
| آل‌موزیک       | پیوند         |
| ان‌ام‌ئی        | ۵/۱۰          |

فرابنفش (به انگلیسی: Ultraviolet) چهارمین و آخرین آلبوم استودیویی از آل ابات ایو می‌باشد که در اکتبر سال ۱۹۹۲ از سوی ام‌سی‌ای رکوردز منتشر گردید. علی‌رغم نقدهای مثبتی که این آلبوم در آن زمان دریافت نموده بود، اما از لحاظ تجاری موفقیت‌آمیز نبود و تنها به رتبهٔ ۳۶ در جدول آلبوم‌های بریتانیا دست یافت.